# ブルーノ・ラッバディア
ブルーノ・ラッバディア（Bruno Labbadia、1966年2月8日 - ）は、ドイツ（旧西ドイツ）出身の元サッカー選手。サッカー指導者。元ドイツ代表。ポジションはフォワード。

## 経歴

### 現役時代

#### クラブ
1984年、SVダルムシュタット98にてキャリアをスタート。ハンブルガーSVを経て1989年にカイザースラウテルンへ移籍すると1990-91シーズンにはブンデスリーガ優勝に貢献した。翌シーズンにバイエルン・ミュンヘンへと移籍し、1993-94シーズンにリーグ優勝。以降も数クラブに移籍し、1998-99シーズンのアルミニア・ビーレフェルト在籍時には2部リーグながら33試合28得点を挙げるなどコンスタントに成績を残した。1部リーグで103得点、2部リーグで101得点。ブンデスリーガの1部・2部両方で100ゴール挙げた唯一の選手である。2002-03シーズンを最後に引退。

#### 代表
代表レベルでは1987年にU-21西ドイツ代表に選出され、同年8月11日に行われたU-21フランス代表戦でデビューすると、合計6試合に出場し3得点を記録した。
ドイツ代表としては1992年12月20日に行われたウルグアイ代表との国際親善試合でデビュー。1995年8月23日に行われたベルギー代表との国際親善試合でも代表に選出され国際Aマッチ2試合出場を記録した。

### 指導者時代
指導者としては、2007年から2部リーグのSpVggグロイター・フュルトを指揮し、6位。
2008年7月からはレバークーゼンの監督に2年契約で就任するが1年で解任。
2009-10シーズンにハンブルガーSVの監督に就任。2010年4月成績不振のため解任。
2010年12月、シュトゥットガルトの監督に就任した。2013年8月、2013-14シーズン開幕後4連敗を喫したことなど成績不振のため解任された。
2015年4月15日、2009-10シーズンに指揮を取ったハンブルガーSVの監督に就任した。2016年9月25日、成績不振の責任を問われ解任された。
2018年2月20日、VfLヴォルフスブルクの監督に就任。翌2018-19シーズン限りで退任。
2022年12月5日、シュトゥットガルトの監督に9年振りに復帰したが、成績不振により翌2023年4月初頭に解任。

## 個人成績

### 代表での成績
出典
| ドイツ代表 | 国際Aマッチ | 国際Aマッチ |
| 年         | 出場        | 得点        |
| ---------- | ----------- | ----------- |
| 1992       | 1           | 0           |
| 1993       | 0           | 0           |
| 1994       | 0           | 0           |
| 1995       | 1           | 0           |
| 合計       | 2           | 0           |

## 監督成績
2021年1月25日現在
| ダルムシュタット         | 2003年7月1日   | 2006年6月30日 | 102 | 60  | 16  | 26  | 058.82 |
| グロイター・フュルト     | 2007年7月1日   | 2008年5月26日 | 36  | 15  | 10  | 11  | 041.67 |
| バイエル・レバークーゼン | 2008年5月26日  | 2009年6月5日  | 40  | 19  | 7   | 14  | 047.50 |
| ハンブルガー             | 2009年6月5日   | 2010年4月26日 | 51  | 22  | 16  | 13  | 043.14 |
| シュトゥットガルト       | 2010年12月13日 | 2013年8月26日 | 119 | 50  | 24  | 45  | 042.02 |
| ハンブルガー             | 2015年4月15日  | 2016年9月25日 | 49  | 16  | 11  | 22  | 032.65 |
| ヴォルフスブルク         | 2018年2月20日  | 2019年6月30日 | 50  | 22  | 10  | 18  | 044.00 |
| ヘルタ・ベルリン         | 2020年4月9日   | 2021年1月24日 | 28  | 8   | 6   | 14  | 028.57 |
| シュトゥットガルト       | 2022年12月5日  | 2023年4月3日  | 12  | 2   | 3   | 7   | 016.67 |
| 合計                     | 合計           | 合計          | 487 | 214 | 103 | 170 | 043.94 |

## タイトル

### 現役時代

#### クラブ
1.FCカイザースラウテルン
- ブンデスリーガ：1回 (1990-91)

バイエルン・ミュンヘン
- ブンデスリーガ：1回 (1993-94)